# Kodeks časti (serija)
Kodeks časti (eng. Code of Honor) je treća epizoda prve sezone američke znanstveno-fantastične serije Zvjezdane staze: Nova generacija.

## Radnja
Enterprise stiže na planet Ligon II kako bi nabavio cjepivo za bolest koja je izbila na jednom od federacijskih planeta, Styrisu IV. Malo toga je poznato o tamošnjem društvu i jedino što se sa sigurnošću zna o njima je da drže do svoje tradicije i do osobne časti. Nakon dolaska Enterprise u orbitu oko planeta na njega se teleportira njegov vođa Lutan i njegovo izaslanstvo noseći uzorak cjepiva. 
Prvi susret između dviju vrsta ne prolazi najbolje jer poručnica Tasha Yar, zapovjednica osiguranja, uzima cjepivo koje je Hagon, jedan od Ligonaca, želio dati kapetanu Picardu. Većinu Ligonaca je to smatrala uvredom jer na njihovom svijetu žene su samo vlasnice zemlje dok je dužnost muškaraca da njome vladaju i da je brane, no veći incident je spriječio Lutan smirujući svoje stražare. 
Nakon obilaska broda u pratnji poručnice Yar i njene demonstracije borilačkih vještina koje koristi Federacija Lutan zadivljen njenim sposobnostima koristi njihov odlazak za njenu otmicu. Odmah nakon otmice kapetan Picard proglašava uzbunu i pokušava uspostaviti kontakt s Ligoncima prijeteći im da je čin otmice časnika Zvjezdane Flote objava rata Federaciji, ali nitko s površine ne odgovara na njegove pozive i prijetnje.

Nakon što ga Dana i savjetnica Troi detaljnije upoznaju s kulturom Ligonaca i ulogom koju osobna čast i njeno dokazivanje igraju u njihovom društvu kapetan Picard ipak pristaje na igru po njihovim pravilima i kada Lutan napokon odgovori na pozive s Enterprisea ljubazno ga zamoli da mu vrati njegovu zapovjednicu osiguranja. Lutan pristaje na to i poziva kapetana Picarda na veliku zabavu koja će se održati te večeri i na kojoj će vratiti poručnicu Yar. Na zabavi kapetan Picard pohvali Lutanovu hrabrost pred ostalim vođama i zatraži vraćanje svoje časnice kako to zahtijevaju ligonski običaji, ali Lutan umjesto da vrati poručnicu Yar javno objavi kako želi da mu ona postane prva supruga. Na to njegova sadašnja prva supruga, Yareena, izaziva poručnicu Yar na dvo boj na smrt. 
U prvom trenutku kapetan Picard odbija bilo kakvu pomisao na dvoboj, no kada Lutan kaže da bez dvoboja nema cjepiva pod pritiskom sve šire zaraze na Styrisu IV ipak pristaje na njega. 

Tasha je sigurna da će zahvaljujući svojoj obuci bez problema pobijediti Yareenu, ali Picard ne želi ništa prepustiti slučaju pa naređuje Dati i La Forgu da ispitaju oružja koja Ligonci koriste u takvim dvobojima i kada njih dvojica otkriju da sva oružja na sebi imaju trag jakog otrova naređuje Rikeru da sve bude spremno za hitnu teleportaciju ako bude potrebno. 
Nakon kratke bitke Tasha ipak pobjeđuje Yarrenu, ali se odmah zatim zajedno s njom teleportira na Enterprise. Ubrzo za njima na Entreprise se teleportira i Picard s ostatkom tima, ali i s iznenađenim Lutanom i Hagonom. Tu još uvijek nije kraj njihovim iznenađenjima jer na Enterpriseu nalaze i Yareen, živu i zdravu. Lutan optužuje Picarda za varanje u dvoboju jer Tasha nije ubila Yareen i odbija mu dati cjepivo. Raspravu oko toga prekida Yareen oduzimajući Lutanu znakove vlasti koje je imao samo zahvaljujući braku s njom i njenoj zemlji podsjećajući ga da njenom smrću prestaje i njihova veza. Nakon toga se okreće prema Hagonu i zahvaljujući mu na njegovoj podršci tijekom dvoboja proglašava njega svojim prvim mužem i samim time novim vođom Ligona II.

## Vanjske poveznice
- Code Of Honor na startrek.com  Arhivirana inačica izvorne stranice od 21. lipnja 2009. (Wayback Machine)